# Oxysarcodexia culminata
Oxysarcodexia culminata är en tvåvingeart som först beskrevs av Aldrich 1916.  Oxysarcodexia culminata ingår i släktet Oxysarcodexia och familjen köttflugor.
Artens utbredningsområde är Puerto Rico. Inga underarter finns listade i Catalogue of Life.